# NGC 1583
NGC 1583 je galaksija u zviježđu Eridanu.

## Vanjske poveznice
- SEDS: NGC 1583